# كارل ياسبرس
كارل تيودور ياسبرس (بالألمانية: Karl Theodor Jaspers) (بالإنجليزية: Karl Jaspers) هو بروفيسور في الطب النفسي وأحد فلاسفة ألمانيا المعدودين في القرن العشرين. ولد في أولدنبورغ بألمانيا، 23 فبراير 1883. وإذا كان اسم زميلهِ هايدغر قد غطَّى عليه إلى حد ما، إلا أن المتخصصين في تاريخ الفلسفة يعرفون قدرهُ وأهميتهُ. ويمكن القول بشكل عام بأنه ينتمي إلى التيار المؤمن في الفلسفة الوجودية، في حين أن هايدغر، مثل سارتر، ينتمي إلى التيار الملحد بعد أن كان مؤمناً، بل ولاهوتياً في بداية حياته. ومهما يكن من أمر فإن المناقشة الخصبة التي اخترقت الفكر الأوروبي منذ بداية العصور الحديثة كانت هي مناقشة العلاقة بين العلم والإيمان، أو الفلسفة والدين. والبعض يحاول أن يحصر هذه المناقشة الكبرى في خيارين متطرفين لا ثالث لهما: فإما أن تكون مؤمناً تقليدياً رافضاً للعلم والفلسفة، أو أن تكون ملحداً رافضاً لكل إيمان أو تعالٍ رباني. أما كارل ياسبرس فقد فضل اتباع الخط الثالث، أي خط الوسط الذي يجمع بين العقل والإيمان، والعلم والدين. ومن أشهر أعماله الباثولوجيا النفسية العامة. وتوفي في بازل بسويسرا 26 فبراير 1969.

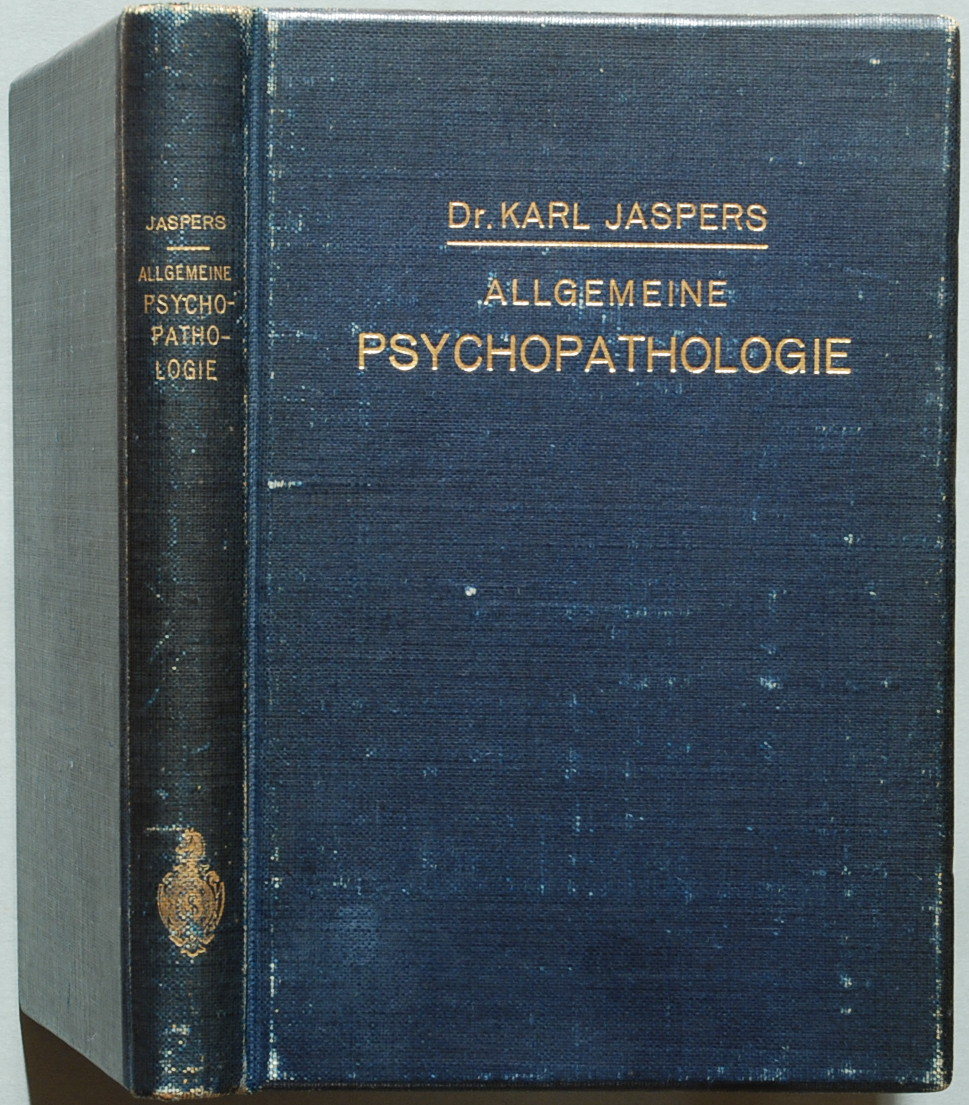
غلاف الطبعة الأولى (سنة 1913) من كتاب كارل ياسبرس «الباثولوجيا النفسية العامة».

## روابط خارجية
- كارل ياسبرس على موقع IMDb (الإنجليزية)
- كارل ياسبرس على موقع الموسوعة البريطانية (الإنجليزية)
- كارل ياسبرس على موقع مونزينجر (الألمانية)
- كارل ياسبرس على موقع ميوزك برينز (الإنجليزية)
- كارل ياسبرس على موقع إن إن دي بي (الإنجليزية)
- كارل ياسبرس على موقع ديسكوغز (الإنجليزية)